# Serra de Albarracim
A Serra de Albarracim é um conjunto montanhoso do setor sul ocidental da Cordilheira Ibérica, localizado entre Aragão, Castela-Mancha e o País Valenciano. A sua orientação é noroeste-sudeste, com um comprimento de 60 km, nos quais atinge o ponto mais alto em Caimodorro, que se eleva em 1921 metros.
É o local onde nasce o rio Tejo, a 1.593 m de altitude.